# Těšínské knížectví
Těšínské knížectví nebo též Těšínské vévodství (latinsky Ducatus Tessinensis, německy Herzogtum Teschen, polsky Księstwo Cieszyńskie) bylo slezským knížectvím, které vzniklo roku 1290 oddělením od Opolsko-Ratibořského knížectví. Těšínská knížata z rodu Piastovců se přiklonila k Českému království a těšínský kníže se stal leníkem českého krále.
V důsledku zadlužení byly některé části knížectví v průběhu 16. století prodány, takže se z nich stala samostatná panství (status minor). Po vymření těšínských Piastovců připadlo Těšínské knížectví jako odúmrť českému králi z rodu Habsburků. Habsburkové pak byli těšínskými knížaty až do roku 1918, kdy se Rakousko-Uhersko rozpadlo.
Toto historické území se však vzápětí stalo předmětem sporu mezi Československem a Polskem, který byl nakonec vyřešen roku 1920 mezinárodní arbitráží v belgickém Spa, která rozhodla o rozdělení Těšínska mezi Československo a Polsko.

## Historie

### Těšínští Piastovci (1290–1653)

#### Rané knížectví (1290–1528)

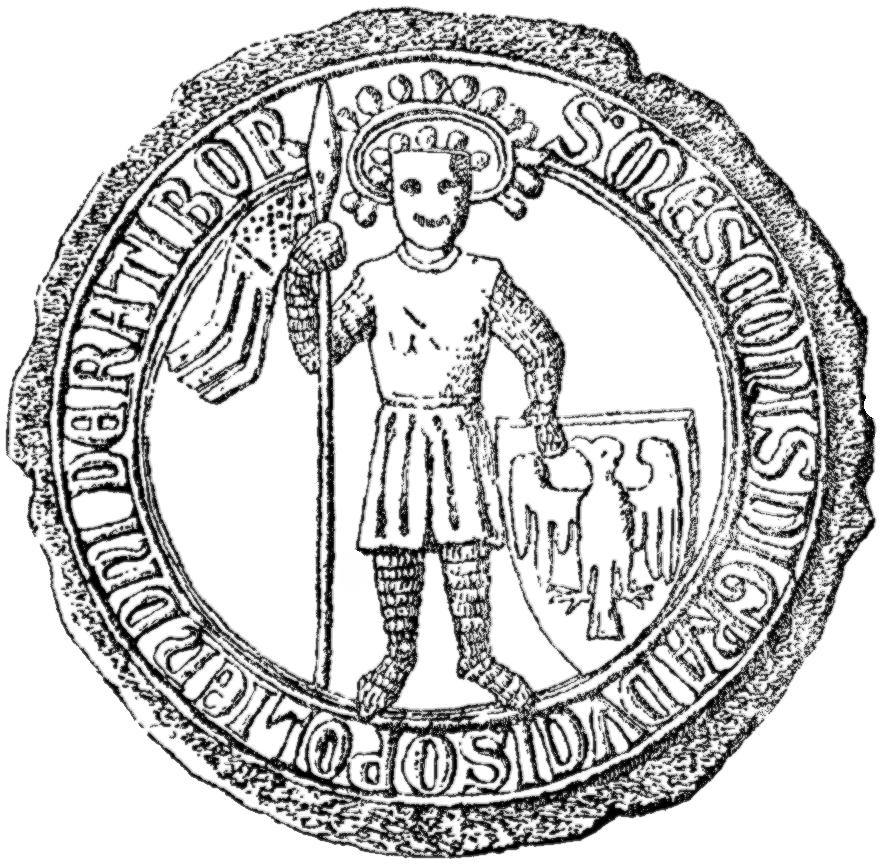
Pečeť Měška I. Těšínského, zakladatele Těšínského knížectví

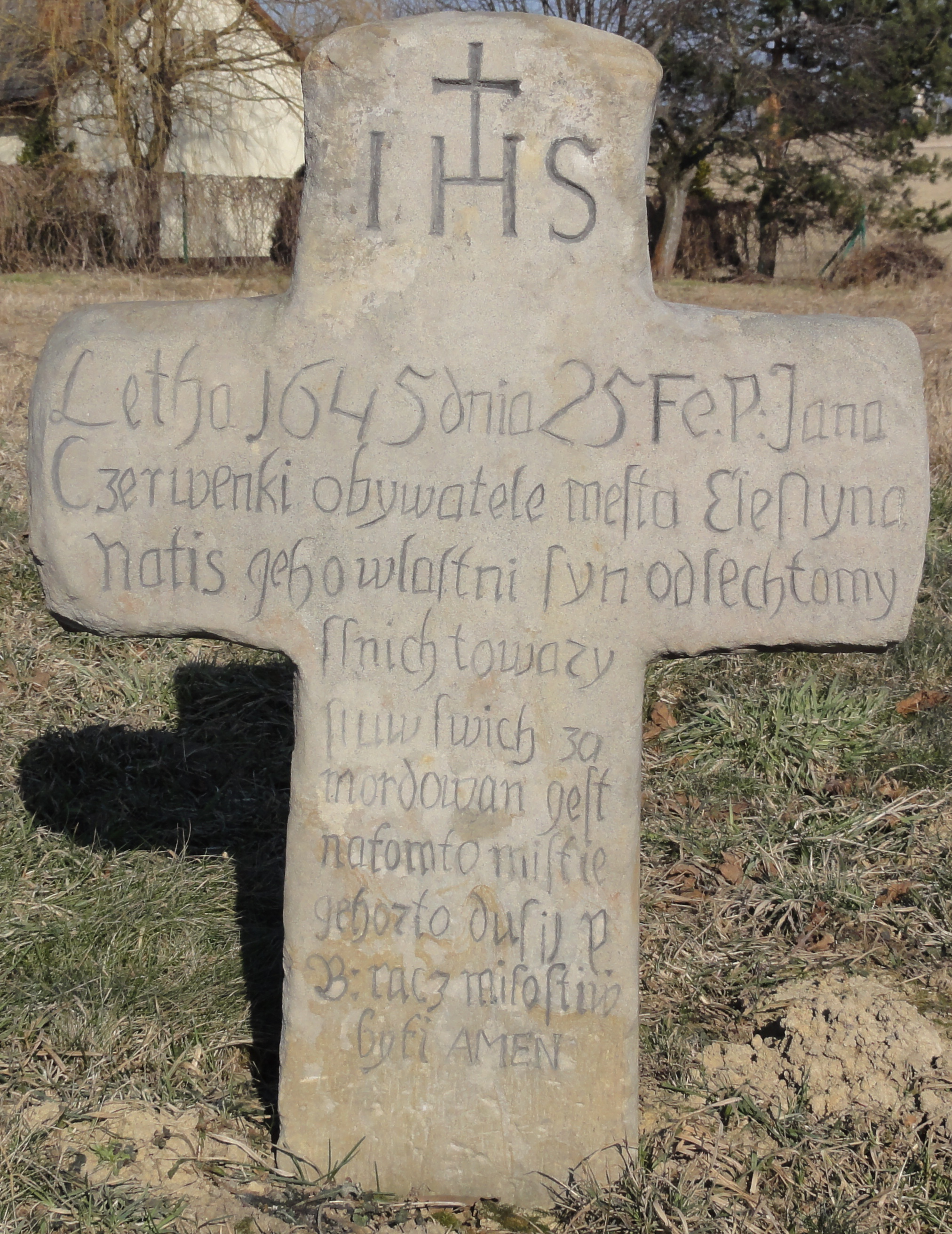
Smírčí kříž v Pruchné (dnes v Polsku) s nápisem v češtině

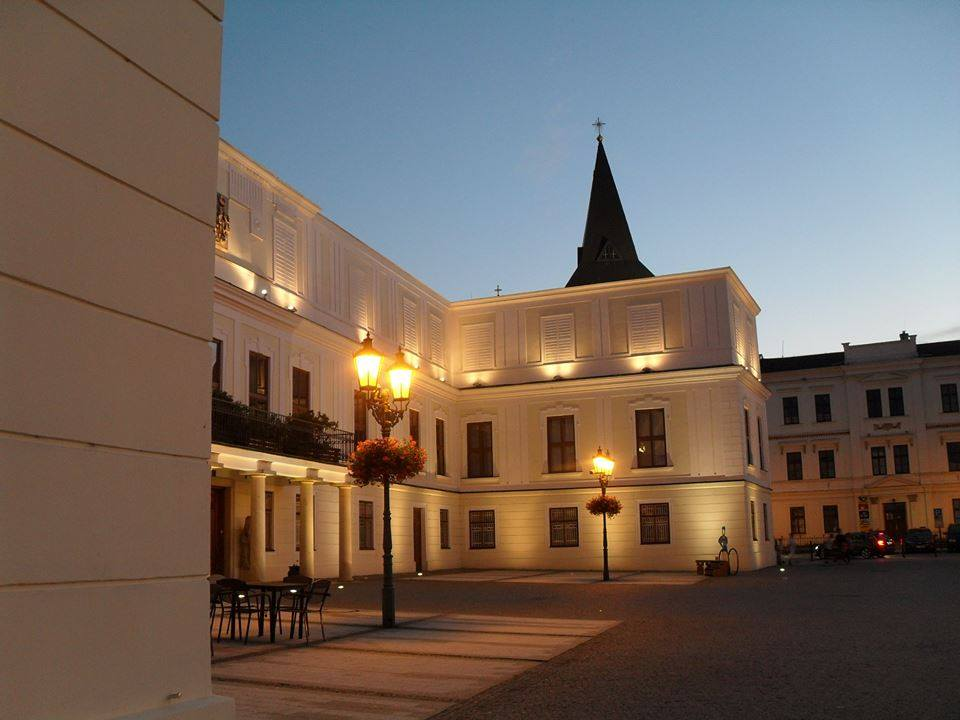
Piastovský zámek v Karviné * Fryštátě

Těšínské knížectví vzniklo roku 1281, když zemřel opolsko-ratibořský kníže Vladislav I. a jeho synové si území, které ovládal, mezi sebe rozdělili. Těšínsko, Osvětimsko a Ratibořsko získali do společné vlády Měšek a Přemysl, ale už v roce 1290 si území rozdělili a Měšek se tak stal prvním těšínským knížetem, zatímco Přemysl obdržel Ratibořsko. Měšek si za své sídlo zvolil patrně hrad v Těšíně a začal se přiklánět k Českému království, což se projevilo také sňatkem jeho dcery Violy Těšínské s českým králem Václavem III.
Po Měškově smrti se vlády nad Těšínskem ujal Kazimír I. (1314/17–1358), Osvětimsko získal jeho bratr Vladislav. Roku 1327 se Kazimír stal leníkem českého krále Jana Lucemburského. Za vlády Měška a Kazimíra dosáhla vrcholu středověká kolonizace Těšínska. Byla založena města Bílsko a Frýdek, řada vsí přešla (nebo byla založena) na emfyteutické právo. Tehdy již existující město Fryštát bylo přesunuto z břehu řeky Olše na dnešní vyvýšené místo a Měšek I. v něm dal postavit tvrz, v polovině 14. století přebudovanou na gotickou rezidenci, která se stala po Těšínu druhým sídlem. Doba vlády Kazimíra a vlády jeho syna Přemysla I. Nošáka (1358–1410) byla klidným obdobím, ve kterém se těšínským Piastovcům podařilo rozmnožit rodinný majetek o sevěrské knížectví, část Hlohovska a o Místecko. Stranou konfliktů zůstalo Těšínsko zejména díky své geografické poloze také za husitských válek, při kterých Boleslav I. (1410–1431) podporoval českého krále Zikmunda Lucemburského.
Po Boleslavově smrti se Těšínsko za vlády kněžny vdovy Eufemie (1431–1442) dočasně rozdělilo, což vedlo ke zmenšení rodinných držav. V letech 1447 - 1477 v jeho fryštátské části vládli Boleslav II. a poté jeho syn Kazimír II., který po roce 1477 knížectví opět sjednotil. Krále Jiřího z Poděbrad přijal kníže Přemysl II. (1442–1477) jen velmi liknavě a roku 1469 přešel na stranu Matyáše Korvína, kterému byl poslušný i Kazimír II. Těšínský (1477–1528). V letech 1563 - 1571 se knížectví opět rozdělilo na těšínskou a fryštátskou část. Ve Fryštátě vládl kníže Fridrich Kazimír a v Těšíně jeho otec, kníže Václav III. Adam. Kníže Fridrich byl v té době stále jediným dědicem celého knížectví, stavbou luxusního renesančního sídla Ráj na okraji Fryštátu, pravděpodobně zamýšlel přesunout sem hlavní sídlo z Těšína. Jeho náhlou smrtí v roce 1571 se fryštátská část definitivně oddělila od těšínské tím, že jako léno přešla do rukou českého krále a císaře Maxmiliána II. Habsburského, který však toto území roku 1573 prodal slezské aristokracii.

#### Náboženské napětí a války (1528–1653)

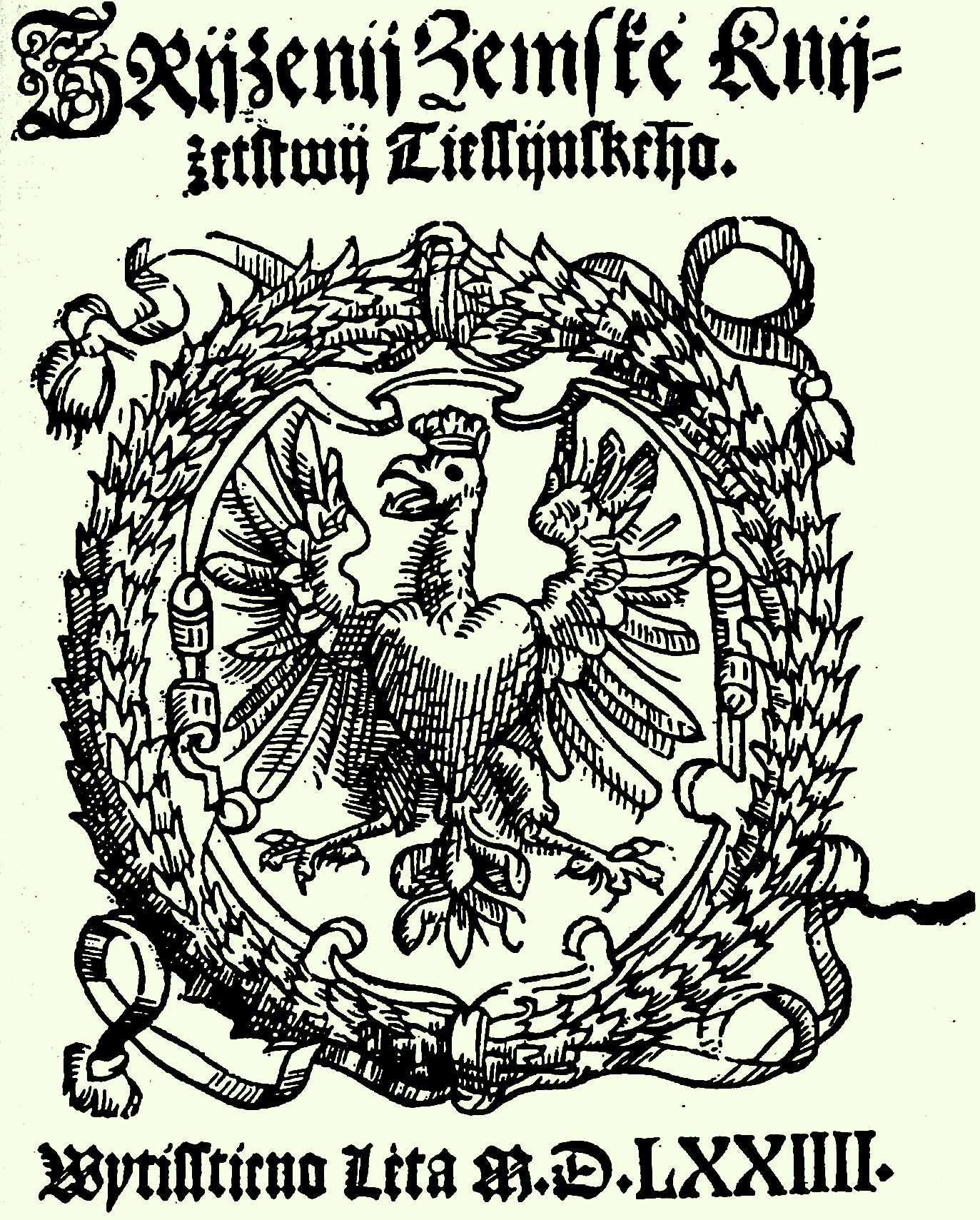
Zemské zřízení Těšínského knížectví, vydání z roku 1574

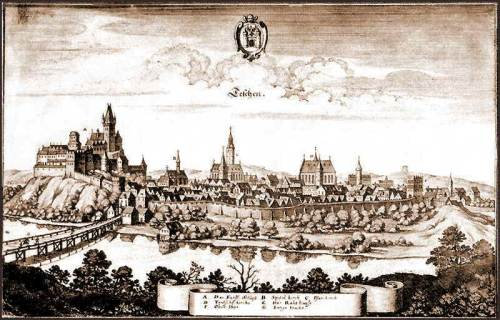
Těšín roku 1640

Kazimírův vnuk Václav III. Adam (1528–1579) sestavil pro Těšínsko česky psaný zemský zákoník, který však byl prosazen kvůli odporu místní šlechty až po jeho smrti. Kníže rovněž v zemi zaváděl protestantství a vyhnal ze svého území dominikány, františkány i benediktiny. Vysoké náklady knížecího dvora však vedly k zadlužování a prodeji části knížecích komorních statků jako status minor, čímž vzniklo frýdecké, fryštátské a bílské panství. Za Václavovy vlády do jižních hornatých částí Těšínska začali pronikat z Uher Valaši živící se pastevectvím a tato migrační vlna ještě více zesílila po osmanské expanzi v Uhrách.
Po Václavově smrti vládla v letech 1579–1595 místo svého nezletilého syna kněžna Kateřina Sidonie, za jejíž vlády bylo Těšínsko poznamenáno průchody vojsk mířících do válek v Uhrách, kterých se později zúčastnil také již zletilý kníže Adam I. Václav (1595–1617). V otázce náboženství však Adam Václav svého otce nenásledoval a konvertoval ke katolictví, započal protireformaci, ve které pokračoval také kníže Bedřich Vilém (1617–1625). Na Těšínsku působil evangelický duchovní, básník, učitel Jiří Třanovský.
Neklidné bylo také období třicetileté války, během kterého Těšínsko zažívalo nájezdy i průchody vojsk. Roku 1625 zemřel Bedřich Vilém, aniž by po sobě zanechal mužského dědice. Na Těšínské knížectví si činil jako na odumřelé léno nárok český král Ferdinand II., který však dovolil sestře Bedřicha Viléma Alžbětě Lukrécii Těšínsko po dobu jejího života spravovat.

### Vláda Habsburků (1653–1918)

#### Proměny postavení Těšínska

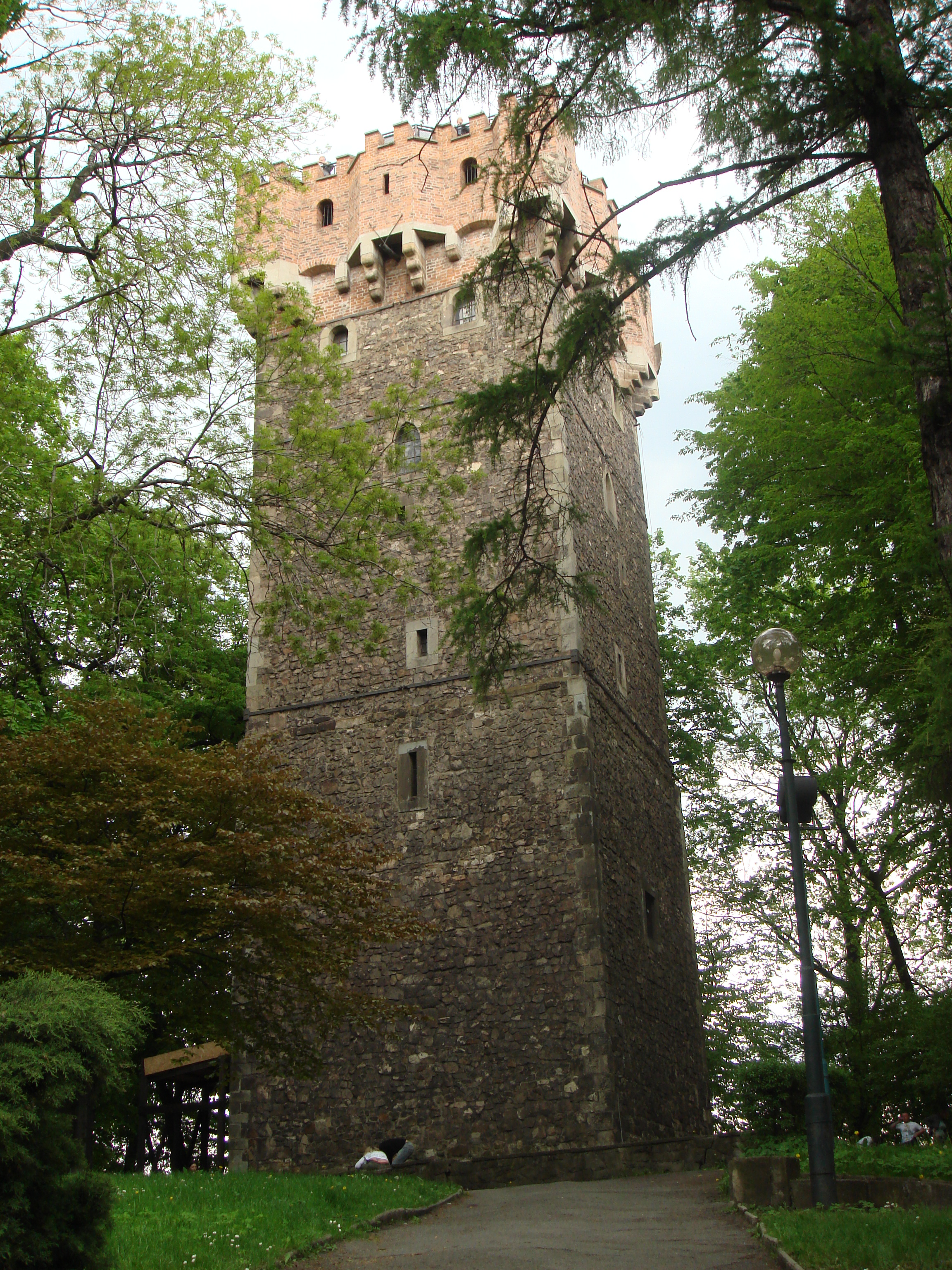
Piastovská věž v Těšíně, zbytky knížecího hradu

Po smrti Alžběty Lukrécie přešlo Těšínské knížectví pod vládu Habsburků, která byla vykonávána královskou komorou ve Vratislavi. Těšín přestal být sídelním městem těšínských knížat a v rámci habsburské monarchie se knížectví stalo periferií. Navíc pokračovaly restrikce vůči protestantům a průtahy vojsk, která se účastnila válek mezi Polskem a Švédskem, a později Těšínsko ohrožovali uherští povstalci.
Obyvatelstvo Těšínska bylo navíc zatěžováno daněmi, které rostly také kvůli válkám o španělské dědictví, což na počátku 18. století vedlo k vlně povstání a zbojnictví. Ve stejné době se však zlepšily podmínky alespoň místním protestantům, kterým byl díky zahraniční intervenci navráceno přes sto kostelů a dokonce jim bylo povoleno vystavět šest nových tzv. milostivých kostelů.
Vůči Prusku se Těšínsko stavělo ve válkách o dědictví rakouské na odpor, zejména kvůli necitlivému chování vojska vůči místnímu obyvatelstvu. Těšínsko nakonec zůstalo na rozdíl od většiny Slezska součástí Rakouského Slezska, které bylo spravováno nově založeným Královským úřadem v Opavě. Změnu postavení Těšínska přineslo také připojení Haliče roku 1772, čímž opět stoupl komunikační význam této oblasti, což se projevilo i výstavbou císařské silnice z Olomouce do Lvova, která vedla přes Frýdek, Těšín a Bílsko.

Těšínský kraj roku 1844

V době panování císaře Josefa II. došlo roku 1781 nejen ke zrušení nevolnictví a znamenala také náboženskou toleranci pro těšínské evangelíky, kteří mohli pořádat vlastní veřejné bohoslužby a kteří dokonce na území Těšínského knížectví založili deset evangelických obcí. Následujícího roku byla provedena správní reforma, při které bylo Rakouské Slezsko spojeno s Moravou do Země Moravskoslezské, která byla rozdělena na kraje. Území Těšínského knížectví a východní část Opavského vévodství spadalo pod správu hejtmanství Těšínského kraje. Až do roku 1918 si však Těšínské knížectví ponechalo status korunní země.
Přelom 18. a 19. století byl ve znamení poddanských nepokojů, způsobených zejména přechodem k tzv. racionálnímu lesnímu hospodaření a omezováním valašského pastevectví, a průchodů vojsk účastnících se napoleonských válek. Francouzská invaze si dokonce vyžádala roku 1805 dočasné přemístění vídeňského dvora do Těšína.

#### Rozvoj průmyslu a nacionalismu

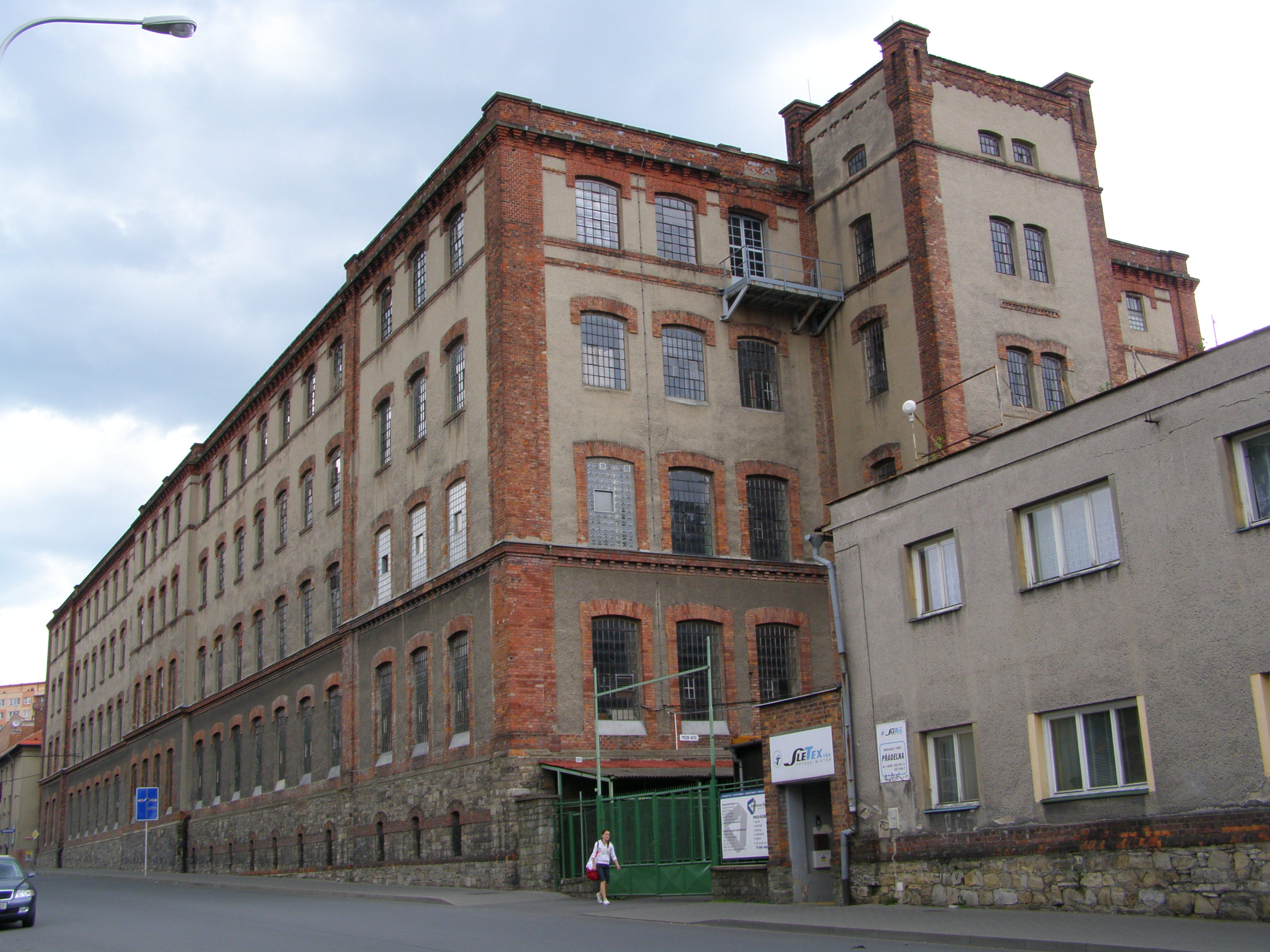
Landsbergerova textilka ve Frýdku

Po skončení napoleonských válek nastal v Těšínsku prudký hospodářský rozvoj. Bohatství horských lesů a mělce uložená ruda umožnila vzestup hutnictví, rozvíjelo se také textilnictví a lihovarnictví. Kritická neúroda brambor ve 40. letech 19. století však zapříčinila hladomor, šíření epidemií, ale také šíření revolučních myšlenek mezi obyvatelstvem, a tak se s vypuknutím revoluce v roce 1848 objevily také bouře na těšínských velkostatcích.
I přes svou porážku však revoluce přinesla změny. Roku 1849 byla zřízena Slezská země, o jejíž samosprávu se staral Slezský zemský sněm, který nahradil mj. stavovský sněm v Těšíně. Těšínsko samotné bylo rozděleno na čtyři politické okresy (bílský, těšínský, bohumínský a fryštátský).
Průmysl opět začal vzkvétat. Rozšiřovala se zejména těžba černého uhlí, hutnictví a kovozpracující průmysl. Bylo rovněž zprovozněno několik železničních tratí, z nichž nejvýznamnější byla Severní dráha císaře Ferdinanda, která spojovala Vídeň, Bohumín, Krakov a Lvov. Do rychle se rozvíjejících oblastí se stěhovali obyvatelé nejen z hornaté části Těšínska, ale také z Haliče, takže roku 1869 se Těšínsko řadilo mezi nejhustěji obydlené oblasti v českých zemích.
S hospodářstvím se vyvíjelo také národní hnutí. Češi a Poláci spolu byli často nuceni spolupracovat proti germanizačním snahám státních úřadů, polské národní hnutí však bylo aktivnější a získávalo více stoupenců. Od počátku 20. století se pak napětí mezi českými a polskými nacionalisty vyostřovalo. Na vzestupu byla také odborová hnutí, která uspořádala roku 1890 v celém regionu velkou stávku.
Situace se vyhrotila s první světovou válkou, kdy nakonec v reakci na potlačení politické a odborové činnosti a zhoršující se životní podmínky vypukly roku 1917 stávky a hladové bouře. S rozpadem Rakousko-Uherska roku 1918 zaniklo i Těšínské knížectví.[zdroj?] Spor o to, zda se Těšínsko připojí k Polsku nebo Československu nakonec vyvrcholil roku 1919 sedmidenní válkou, jejímž důsledkem bylo rozdělení historického celku Těšínska mezi dva státy.